# Csóró és hülye (South Park)
A Csóró és hülye (Poor and Stupid) a South Park című amerikai animációs sorozat 203. epizódja (a 14. évad 8. része). Eredetileg 2010. október 6-án vetítették Amerikában a Comedy Central csatornán, míg Magyarországon 2011. február 1-jén ugyancsak a Comedy Centralon. Ebben az epizódban Cartman NASCAR-pilóta szeretne lenni, de úgy érzi, nem elég "csóró és hülye" hozzá. Végül az álma beteljesül, ami Kennynek egyáltalán nem tetszik, hiszen a viselkedésével Cartman azt sugallja, hogy minden szurkoló is ugyanolyan hülye, mint ő.

## Cselekmény
|  | Alább a cselekmény részletei következnek! |

Stan és Kyle az iskola lépcsőjén találnak rá a síró Cartmanre, aki amiatt szomorú, mert Mr. Garrison azt adta nekik feladatul, hogy írjanak arról egy esszét, hogy mik szeretnének lenni, ha felnőnek. Ugyanis az ő álma az, hogy NASCAR-pilóta lehessen, de nagyon fél, hogy sosem lehet az, ugyanis úgy érzi, hogy se nem elég csóró, se nem elég hülye ahhoz, hogy akár pilóta, akár rajongó lehessen. Kenny felfedi, hogy ő maga is NASCAR-rajongó, és nem tetszik neki, hogy lehülyézte őket. Stan és Kyle azzal vigasztalják Cartmant, hogy szerintük már most is elég csóró és hülye ahhoz, hogy megvalósítsa az álmát. Cartman ezen felbátorodva felkeresi Butterst, majd odaadja neki az összes pénzét, és közli, hogy költse el az utolsó fillérig és semmit ne adjon vissza belőle. Ezután tévét kezd el nézni, mert úgy gondolja, hogy az pusztítja az agyat, és elég hülye lesz tőle. Ekkor látja meg a Vagisil hüvelykenőcs reklámját, amelyben közlik, hogy a krém mellékhatásként rövidtávú memóriazavarokat okozhat. Cartman ezen felbátorodva berohan egy boltba és egymás után kezdi el befalni a krémeket. A következő versenynapon beszökik Buttersszel a pályára, aki eltereli az egyik versenyző figyelmét azzal, hogy azt hazudja: megerőszakolták a feleségét. Cartman elköti az autóját, amit nem tud vezetni, ezzel durva balesetet okozva. A kórházban az orvos közli vele, hogy rengeteg súlyos sérülést szedett össze, amellett legalább három apró vagina kezdett el fejlődni a gyomrában - továbbá közli azt is, hogy ő ekkora hülyeséget még nem látott. Ez visszaadja Cartman reményét. Ezalatt a médiában arról kezdenek el cikkezni, hogy vajon a NASCAR rajongói tényleg annyira hülyék-e, amilyennek látszanak. Ez feldühíti Kennyt, aki elhatározza, hogy most már tesz valamit ez ellen.
Berohan Cartmanék házába, ahol már ott van a Vagisil alapítója, Geoff Hamill, és a felesége, Patty. Mivel Cartman hülyeségei hatalmas reklámot csináltak a Vagisilnek, a cég egy általa szponzorált versenyautóval lepi meg őt, ami csak még jobban felhúzza Kennyt. A Denver 400 verseny előtt Cartman suttyó módjára kezd el viselkedni, aminek hatására a média elkönyveli, hogy a NASCAR tényleg a csórók és a hülyék sportja. Kenny úgy dönt, hogy a verseny napján egy vadászpuskával fogja agyonlőni Cartmant, de a fegyvert elkobozzák tőle a bejáratnál. Azt azonban elmondják neki, hogy az ajándékboltban vehet egy újat.
Cartman a versenyen botrányosan kezd el vezetni, például már a felvezető körben lezúzza Danica Patrick autóját, majd a nézőtéren kezd pusztításba. Kenny ráugrik a kocsijára, hogy megállítsa, de Cartman hatalmasat fékez, Kenny pedig az úttestre zuhan. Két autó megpróbálja kikerülni őt, de összetörik magukat, így a Vagisil-kocsi lesz az egyetlen, ami versenyben marad. Ekkor azonban Patty Hamill, akit mindenhová magával visz a férje és mindenütt megalázó megjegyzéseket tesz a kellemetlen szagú vaginájára, megunja a megaláztatást, beül Jimmie Johnson autójába, lezúzza Cartmant, és megnyeri a versenyt - nem mellékesen pedig tönkreteszi a Vagisil céget is. Cartman bocsánatot kér Kennytől, és feladja a NASCAR-ról szőtt álmait, megállapítva, hogy túl okos ehhez. Ezután vissza akarja szerezni Butterstől a pénzét, aki közli vele, hogy nincs már meg, mert elköltötte, pont az ő utasítására.

## Érdekességek
Az epizód a NASCAR-rajongói közösséget körbelengő sztereotípiákat figurázza ki. Cartman állítása az, hogy minden versenyző és a sportág rajongói is hülyék, ráadásul csórók is. Ezzel szemben az epizódban a versenyzőket úgy ábrázolják, hogy választékosan fogalmaznak, a szurkolókat pedig értelmes emberekként mutatják be. Egyedül Cartman viselkedése pont az, ami megfelel az általa lefektetett definíciónak. A versenyzők között több, akkoriban közismert pilóta is helyet kapott.
A Vagisil által szponzorált autó egyben utalás arra is, hogy a NASCAR-ban néha nagyon furcsa szponzorok jelennek meg - kimondottan ilyen volt például a Viagra reklámja.